# 刺果猪殃殃
刺果猪殃殃（学名：Galium echinocarpum）为茜草科拉拉藤属下的一个种。

## 扩展阅读
- 維基物種上的相關：刺果猪殃殃